# Обертовий детонаційний двигун
Обертовий детонаційний двигун (Rotating detonation engine, RDE) — перспективний проєкт реактивного двигуна, що використовує форму згоряння з підвищенням тиску, де одна або кілька детонацій безперервно рухаються кільцевим каналом. Обчислювальні симуляції та експериментальні результати показали, що RDE має потенціал застосування у транспорті та в інших галузях.
При детонаційному горінні продукти згоряння розширюються із надзвуковою швидкістю. Теоретично таке горіння ефективніше звичайного дефлаграційного на 25 %. Такий приріст ефективності забезпечить значну економію палива.
До недоліків можна віднести нестабільність, складність управління і шум.

## Концепція
Основна концепція RDE — це детонаційна хвиля, яка рухається кільцевим каналом. Паливо та окиснювач вводяться в канал, як правило, через невеликі отвори або щілини. Детонація ініціюється в суміші паливо/окиснювач свого роду запалювачем. Після запуску двигуна детонації самопідтримуються. Одна детонація запалює суміш палива/окиснювача, що виділяє енергію, необхідну для підтримання детонації. Продукти згоряння розширюються за межі каналу і витісняються з каналу паливом, що надходить, та окиснювачем.
Хоча конструкція RDE схожа на імпульсний детонаційний двигун (PDE), RDE є більш досконалим, оскільки хвилі циркулюють навколо камери, тоді як PDE вимагає продувки камер після кожного імпульсу.

## Розробка
Станом на 2021 рік над RDE працюють кілька американських розробників. Аналогічні роботи ведуться в Німеччині та в Росії.

### ВМС США
ВМС США активно сприяють розробкам. Дослідників Морської дослідницької лабораторії (NRL) особливо цікавлять детонаційні двигуни, такі як RDE, через можливість зменшити витрати палива у своїх важких транспортних засобах. На сьогодні залишається подолати низку перешкод, перш ніж перейти до практичного застосування RDE. Здебільшого дослідники NRL зосереджені на покращенні розуміння того, як працює RDE.

### Aerojet Rocketdyne
З 2010 року в Aerojet Rocketdyne проведено понад 520 випробувань декількох конфігурацій RDE.

### NASA
Деніель Пексон у Дослідницькому центрі Гленна використовував моделювання методами обчислювальної гідродинаміки (CFD) для порівняння ефективності еталонної схеми детонації RDE з PDE. Він виявив, що RDE може працювати принаймні на тому ж рівні, що і PDE. Крім того, він виявив, що продуктивність RDE була по суті однаковою з PDE.

### Енергомаш
За словами віце-прем'єр-міністра Росії Дмитра Рогозіна, у середині січня 2018 року компанія НВО «Енергомаш» завершила початкову фазу випробування рідинного RDE 2-тонного класу і планує розробити більші моделі для використання в космічних ракетах-носіях.

### Університет Центральної Флориди
У травні 2020 року команда інженерів-дослідників, пов'язаних з ВПС США, заявила, що розробила надзвичайно ефективну експериментальну модель обертового детонаційного двигуна, здатну виробляти тягу 200 фунтів (приблизно 890 Н), що працює на суміші палива водень/кисень.

### Інші дослідження
В інших експериментах використовувались чисельні процедури для кращого розуміння поля потоку в RDE. У 2020 році у Вашингтонському університеті досліджено експериментальний пристрій, який дозволяв контролювати величину зазору в циліндричному каналі. За допомогою високошвидкісної камери вони змогли спостерігати роботу RDE із надзвичайним уповільненням. На основі цього вони розробили математичну модель для опису процесу.
В грудні 2023 року компанія GE Aerospace повідомила про досягнення значного прогресу в створенні рушія для використання у літальних апаратах для польоту на гіперзвукових швидкостях. Начебто було створено Прямоточний повітряно-реактивний двигун з поєднанням обертового детонаційного двигуна.